# Mit den Waffen einer Frau – Gold im Visier!
Mit den Waffen einer Frau – Gold im Visier! ist ein deutscher Dokumentarfilm von Ralf Heincke und Florian Leidenberger aus dem Jahr 2007. Der Film begleitet die Biathletinnen des deutschen Nationalteams bei der Vorbereitung auf den Biathlon-Weltcup 2006/07 bis hin zum Saisonhöhepunkt, den Biathlon-Weltmeisterschaften 2007. Dabei geben die Athletinnen private Einblicke in ihren Trainingsalltag und schildern ihre subjektiven Empfindungen während der Wettkämpfe.

## Inhalt
Sieben Monate vor Beginn der Weltmeisterschaften 2007 im italienischen Antholz finden in Utah unter der Leitung von Cheftrainer Uwe Müßiggang die ersten Trainingseinheiten der Damen des deutschen Biathlon-Kaders statt. In der Gluthitze der amerikanischen Highways absolvieren die Athletinnen ihre Kilometer auf Rollskis und benennen die Ziele für die kommende Wintersaison. Mit dabei ist „Urgestein“ Katrin Apel, die nach der Saison mit dem Leistungssport aufhören wird, und Kati Wilhelm, für die eine Medaille bei den Weltmeisterschaften Pflicht ist. Auch Andrea Henkel und Martina Glagow haben in der Vergangenheit gezeigt, dass sie sich im Vorderfeld platzieren können. Außerdem kämpfen Simone Denkinger und Sabrina Buchholz sowie die damaligen Nachwuchshoffnungen Magdalena Neuner und Kathrin Hitzer um die noch nicht vergebenen Startplätze bei der WM.
Nach einer kurzen Zwischenstation in Obertilliach stehen in Oberhof vier Monate vor den Weltmeisterschaften die von allen Sportlerinnen gefürchteten Belastungstests auf dem Programm. Auf einem Laufband, das Gesicht hinter einer Atemmaske versteckt und der Körper an zahlreichen Kabeln hängend, muss Kati Wilhelm bis an den Rand der Erschöpfung gehen. In regelmäßigen Abständen wird die Geschwindigkeit erhöht und die Blutwerte ermittelt. Für Wilhelm bestätigt das Ergebnis ihre gute Form und lässt die Hoffnung auf eine erfolgreiche Saison steigen.
Im finnischen Muonio kann endlich der erste Schneelehrgang beginnen. Trotz ständiger Dunkelheit und Tiefsttemperaturen um −15 Grad ist die Stimmung unter den Athletinnen durchweg gut, sodass ein Lagerkoller oder ähnliche negative Begleiterscheinungen in keinem der von den Damen bewohnten Doppelzimmern aufkommt. Ein spezielles Ereignis steht aber noch aus: Wie alle Neulinge im Team, müssen Neuner und Hitzer eine unangenehme „Aufnahmeprüfung“ über sich ergehen lassen, nämlich den Verzehr von Surströmming, eines übelriechenden Fisches aus der Dose, der in Schweden als Delikatesse gehandelt wird. Mit unterschiedlichen Techniken versuchen beide Damen vor versammeltem Team, den Ekelfaktor unter Kontrolle zu bringen – allerdings mit zweifelhaftem Erfolg.
Kurz vor dem ersten Weltcuprennen in Östersund berichtet Wilhelm von den Ritualen, die jeder Sportler unmittelbar vor einem Wettkampf pflegt, und vom aufkommenden Konkurrenzkampf im eigenen Team. Insbesondere die läuferisch starke Neuner erhöht den Druck auf die etablierten Skijägerinnen, die sich in ihrer Führungsrolle immer wieder neu behaupten müssen.
Ende des Jahres 2006 findet in Baden-Baden die Wahl zum Sportler des Jahres statt. Der Biathlonsport erreichte in den vergangenen Jahren eine sehr hohe Popularität in Deutschland. Nach Uschi Disl im Vorjahr kann nun auch Wilhelm die Auszeichnung in Empfang nehmen, die dank ihrer feuerroten Haare nicht nur für die anwesenden Fotografen einen lohnenden Blickfang darstellt.
Nach den Rennen in den beiden deutschen Biathlon-Hochburgen Oberhof und Ruhpolding, zu denen jedes Jahr Zehntausende von Fans anreisen und ihre Idole belagern, rückt das Hauptereignis der Saison immer näher. Was sich bereits beim ersten Weltcupsieg von Neuner im Sprintrennen von Oberhof angedeutet hat, wird bei den Weltmeisterschaften in Antholz zur Erfüllung eines Traumes der jungen Athletin: Mit 20 Jahren gewinnt Neuner drei Goldmedaillen und steigt damit endgültig zum Shooting Star auf. Und auch für Wilhelm nimmt die WM ein versöhnliches Ende: Im Massenstart erreicht sie den dritten Platz und damit die ersehnte Einzelmedaille.

## Kritiken
„Der formal biederen Sportdokumentation mangelt es an kritischem Journalismus. Sie bietet weder tiefere Einsichten in den Sport noch hinterfragt sie die Aussagen der Sportlerinnen oder den aktuellen deutschen Sportler-Hype.“

## DVD-Veröffentlichung
- Mit den Waffen einer Frau – Gold im Visier!, Senator Home Entertainment, Erscheinungsdatum: 10. März 2008